# Andrew Kennedy (Politiker)
Andrew Kennedy (* 24. Juli 1810 in Dayton, Ohio; † 31. Dezember 1847 in Indianapolis, Indiana) war ein US-amerikanischer Politiker. Zwischen 1841 und 1847 vertrat er den Bundesstaat Indiana im US-Repräsentantenhaus.

## Werdegang
Andrew Kennedy war ein Cousin des Kongressabgeordneten Case Broderick (1839–1920) aus Kansas. Noch in seiner Jugend kam er mit seinen Eltern nach Indiana. In Connersville besuchte er die öffentlichen Schulen. Dort machte er auch eine Lehre als Schmied. Nach einem anschließenden Jurastudium und seiner 1833 erfolgten Zulassung als Rechtsanwalt begann er in Connersville in diesem Beruf zu arbeiten. Im Jahr 1834 verlegte er seinen Wohnsitz und seine Praxis nach Muncie. Gleichzeitig schlug er als Mitglied der Demokratischen Partei eine politische Laufbahn ein.
Im Jahr 1835 war er Abgeordneter im Repräsentantenhaus von Indiana; 1838 gehörte er dem Staatssenat an. Bei den Kongresswahlen des Jahres 1840 wurde er im fünften Wahlbezirk von Indiana in das US-Repräsentantenhaus in Washington, D.C. gewählt, wo er am 4. März 1841 die Nachfolge von James Rariden antrat. Nach zwei Wiederwahlen konnte Kennedy bis zum 3. März 1847 drei Legislaturperioden im Kongress absolvieren. Diese waren seit 1845 von den Ereignissen des Mexikanisch-Amerikanischen Krieges bestimmt. Seit 1843 vertrat er den neugeschaffenen zehnten Distrikt seines Staates.
1847 war Andrew Kennedy ein Kandidat innerhalb seiner Partei für die 1848 anstehenden Wahlen zum US-Senat. Im Dezember dieses Jahres erkrankte er an den Pocken und starb am 31. dieses Monats, noch vor der Entscheidung seiner Parte über die Senatskandidatur.